# Italienische Badmintonmeisterschaft 2006
Die Italienische Badmintonmeisterschaft 2006 fand vom 3. bis zum 5. Februar 2006 statt.

## Medaillengewinner
| Disziplin    | Gold                              | Silber                          | Bronze                           |
| ------------ | --------------------------------- | ------------------------------- | -------------------------------- |
| Herreneinzel | Klaus Raffeiner                   | Giovanni Traina                 | Rosario Maddaloni                |
| Herreneinzel | Klaus Raffeiner                   | Giovanni Traina                 | Alex Ziller                      |
| Dameneinzel  | Monica Memoli                     | Silene Zoia                     | Federica Panini                  |
| Dameneinzel  | Monica Memoli                     | Silene Zoia                     | Maria Luisa Mur                  |
| Herrendoppel | Klaus Raffeiner Alexander Theiner | Oliver Scanferla Paolo Viola    | Luigi Izzo Giovanni Traina       |
| Herrendoppel | Klaus Raffeiner Alexander Theiner | Oliver Scanferla Paolo Viola    | Giovanni Greco Pierluigi Musiari |
| Damendoppel  | Verena Leiter Maria Luisa Mur     | Monica Memoli Erika Stich       | Erika Biagiotti Silene Zoia      |
| Damendoppel  | Verena Leiter Maria Luisa Mur     | Monica Memoli Erika Stich       | Lisa Pitscheider Stephanie Romen |
| Mixed        | Klaus Raffeiner Maria Luisa Mur   | Giovanni Traina Federica Panini | Luigi Izzo Erika Stich           |
| Mixed        | Klaus Raffeiner Maria Luisa Mur   | Giovanni Traina Federica Panini | Alex Ziller Verena Leiter        |